# Luxemburgs curlingteam (gemengddubbel)
Het Luxemburgse curlingteam vertegenwoordigt Luxemburg in internationale curlingwedstrijden.

## Geschiedenis
Luxemburg debuteerde op het wereldkampioenschap curling voor gemengddubbele landenteams van 2016 in het Zweedse Karlstad. De eerste interland werd met 11-2 verloren van Engeland. Luxemburg won twee wedstrijden en eindigde als gedeeld achtentwintigste. In 2018 ging het niet beter. Het team won wel van Nederland met 9-0 en reikte niet verder dan de vijfendertigste plaats op veertig deelnemers.

## Luxemburg op het wereldkampioenschap
| Jaar | Plaats        | Team                          | WG            | W             | V             | PV            | PT            |
| ---- | ------------- | ----------------------------- | ------------- | ------------- | ------------- | ------------- | ------------- |
| 2008 | Geen deelname | Geen deelname                 | Geen deelname | Geen deelname | Geen deelname | Geen deelname | Geen deelname |
| 2009 | Geen deelname | Geen deelname                 | Geen deelname | Geen deelname | Geen deelname | Geen deelname | Geen deelname |
| 2010 | Geen deelname | Geen deelname                 | Geen deelname | Geen deelname | Geen deelname | Geen deelname | Geen deelname |
| 2011 | Geen deelname | Geen deelname                 | Geen deelname | Geen deelname | Geen deelname | Geen deelname | Geen deelname |
| 2012 | Geen deelname | Geen deelname                 | Geen deelname | Geen deelname | Geen deelname | Geen deelname | Geen deelname |
| 2013 | Geen deelname | Geen deelname                 | Geen deelname | Geen deelname | Geen deelname | Geen deelname | Geen deelname |
| 2014 | Geen deelname | Geen deelname                 | Geen deelname | Geen deelname | Geen deelname | Geen deelname | Geen deelname |
| 2015 | Geen deelname | Geen deelname                 | Geen deelname | Geen deelname | Geen deelname | Geen deelname | Geen deelname |
| 2016 | 28            | Marco Etienne & Karen Wauters | 6             | 2             | 4             | 27            | 48            |
| 2017 | Geen deelname | Geen deelname                 | Geen deelname | Geen deelname | Geen deelname | Geen deelname | Geen deelname |
| 2018 | 35            | Marco Etienne & Karen Wauters | 7             | 1             | 6             | 22            | 70            |
| 2019 | Geen deelname | Geen deelname                 | Geen deelname | Geen deelname | Geen deelname | Geen deelname | Geen deelname |
| 2021 | Geen deelname | Geen deelname                 | Geen deelname | Geen deelname | Geen deelname | Geen deelname | Geen deelname |
| 2022 | Geen deelname | Geen deelname                 | Geen deelname | Geen deelname | Geen deelname | Geen deelname | Geen deelname |
| 2023 | Geen deelname | Geen deelname                 | Geen deelname | Geen deelname | Geen deelname | Geen deelname | Geen deelname |
| 2024 | Geen deelname | Geen deelname                 | Geen deelname | Geen deelname | Geen deelname | Geen deelname | Geen deelname |
| 2025 | Geen deelname | Geen deelname                 | Geen deelname | Geen deelname | Geen deelname | Geen deelname | Geen deelname |

Australië · België · Brazilië · Bulgarije · Canada · China · Chinees Taipei · Denemarken · Duitsland · Engeland · Estland · Filipijnen · Finland · Frankrijk · Griekenland · Groot-Brittannië · Guyana · Hongarije · Hongkong · Ierland · India · Israël · Italië · Jamaica · Japan · Kazachstan · Kirgizië · Koeweit · Kosovo · Kroatië · Letland · Litouwen · Luxemburg · Mexico · Mongolië · Nederland · Nieuw-Zeeland · Nigeria · Noorwegen · Oekraïne · Oostenrijk · Polen · Portugal · Puerto Rico · Qatar · Roemenië · Rusland · Saoedi-Arabië · Schotland · Servië · Slovenië · Slowakije · Spanje · Thailand · Tsjechië · Turkije · Verenigde Staten · Wales · Wit-Rusland · Zuid-Korea · Zweden · Zwitserland